# تحصیل چکوال
تحصیل چکوال (به انگلیسی: Chakwal Tehsil) یک تحصیل در پاکستان است که در پنجاب واقع شده‌است. تحصیل چکوال ۳٬۱۲۰ کیلومتر مربع مساحت و ۴۹۰٬۰۰۰ نفر جمعیت دارد.